# Archeologická kultura

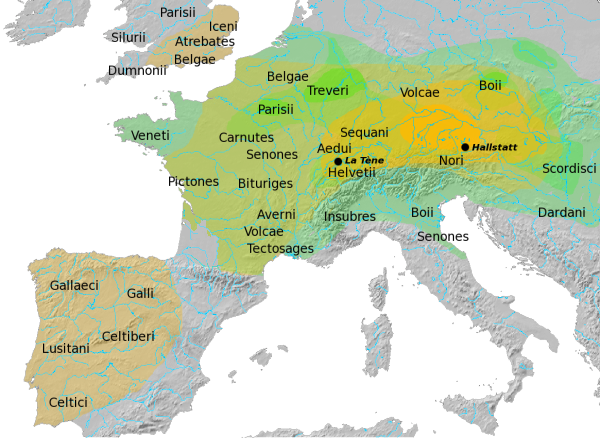
Halštatská (žl.) a laténská kultura (zel.)

Archeologická kultura je soubor archeologických nálezů (artefaktů) i nehmotných pramenů (pohřební ritus, obydlí atd.), které jsou charakteristické společnými znaky a pochází z dané doby a z určitého místa. Tyto nálezy by měly vytvářet obraz živé kultury již neexistujícího lidského společenství. Dříve se to tak chápalo v rámci kulturně chronologického paradigmatu, dnes se od tohoto schématu upouští.
V rámci archeologie je kultura chápána jako souhrn nalezišť, objektů a jednotlivých předmětů, které jsou spojeny s geografickou oblastí. Nelze ji však exaktně definovat jako kulturu, na kterou jsme zvyklí například z novověkých dějin. Oproti pozdějším civilizacím jsou dochované památky jen omezenou částí komplikovaného celku živé kultury. Nicméně, stále je však můžeme považovat za klíčové faktory pomáhající nám poznat minulost.
Naleziště a nálezy mají stejnou povahu hmotného projevu – typ, tvar, výzdoba a využití artefaktů, použité výrobní postupy a technologie, zakládání osad a vytváření příbytků, způsob odívání, rituální obřady – např. pohřbívání atd. Tyto hmotné i nehmotné projevy vnitřně společnost spojují a zároveň jsou schopny ji od jiných lidských skupin odlišit.
Než archeologové nějakou společnost charakterizují a přiřadí jí jméno – název – například kultura s nálevkovitými poháry, musí nejprve shromáždit lecjaké pozůstatky hmotné kultury (úlomky keramiky, části šperků, pracovní nástroje atd.). Na základě těchto pozůstatků určí jejich společné znaky a zařadí je do určité časové periody. Můžeme je pojmenovat např. podle výzdobného keramického stylu (kultura s lineární keramikou, kultura se šňůrovou keramikou), podle eponymní lokality (Únětická kultura) nebo podle způsobu pohřbívání (mohylová kultura, kultura popelnicových polí). V minulosti tento postup byl běžnou praxí, dnešní archeologie se na tyto pracovní postupy dívá již jinak.
V roce 1949 začal americký chemik Willard Libby používat radiokarbonovou metodu pro hmotné artefakty. Radiokarbonová metoda dokáže v archeologickém průzkumu sestavit kompletní nezávislou chronologii. Díky ní jsou archeologové schopni přesněji danou kulturu časově zařadit.

## Prehistorické kultury

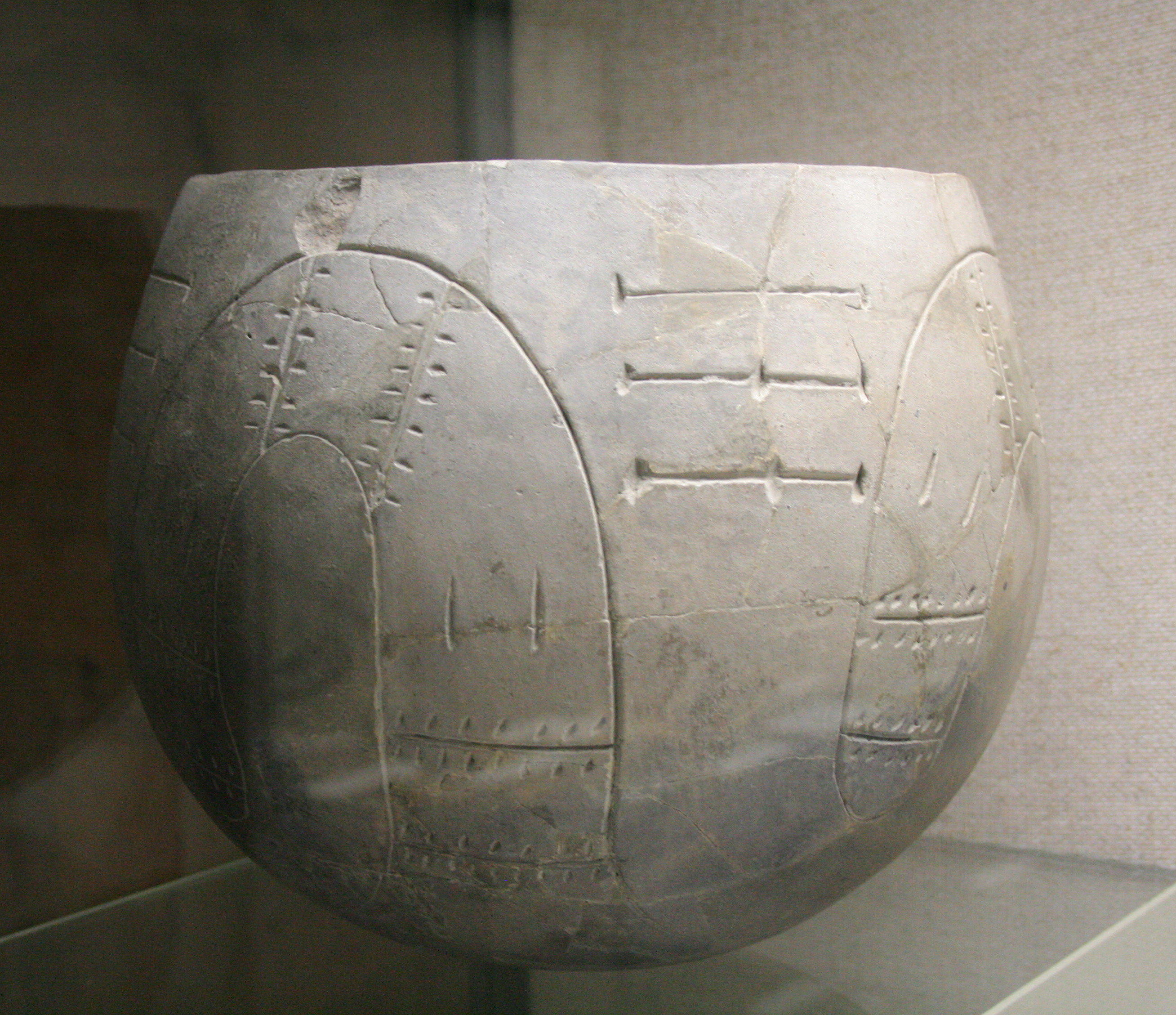
Lineární keramika (Museum Marburg)

Jinak je tomu v archeologii prehistorické, kde jsou hmotné nálezy jediným zdrojem poznání. Protože o společnostech, které je vytvořily, nic jiného nevíme, užívají se charakteristické společné rysy těchto nálezů – například způsob pohřbívání, tvar, technologie a výzdoba nástrojů, zbraní a zejména keramiky jako klasifikační princip. Je to ovšem klasifikace umělá, vytvořená archeology, a není jisté, nakolik lze určitou hmotnou kulturu ztotožnit s nějakým etnikem či skupinou, i když se to často děje.
Jedním z problémů je to, že nálezy a naleziště jsou jen málokdy zcela homogenní a že různé „kultury“ se někdy překrývají či prolínají. Tento jev se v zásadě vysvětluje dvěma odlišnými hypotézami:
- migrační hypotéza předpokládá, že kulturní změny a odlišnosti souvisejí s pohybem lidských skupin (populací);
- difuzní hypotéza naopak předpokládá, že různé technologie a vzory se lidé mohli naučit a převzít od kultur sousedních, jak je to běžné v historických dobách.

Kultury s dlouhým trváním se kromě toho rozdělují na různá období, například starší, přechodné a mladší. Protože se nálezy vyskytují ve vrstvách, užívá se někdy i označení spodní a svrchní.
Jednotlivé předhistorické kultury se označují:
- Podle prvního či hlavního naleziště, například kultura magdalénská, halštatská, laténská, únětická, lužická a pod. Nevýhodou tohoto způsobu je, že kultury, překračující současné hranice, se často označují jinak například v České republice a v Rakousku.
- Podle zeměpisného rozšíření, zejména podél určitých řek.
- Podle způsobu pohřbívání (hroby, mohyly, popelnice).
- Podle tvaru příbytků a sídel.
- Podle charakteristických nástrojů.
- Podle typického znaku, například technologie, tvaru nebo výzdoby keramiky (kultura zvoncovitých pohárů a pod.)

Název, odvozený z nálezů hmotné kultury, se pak někdy přenáší i na příslušnou populaci (např. lid popelnicových polí).